# Ginnastica ai Giochi della I Olimpiade
Le gare di ginnastica ai Giochi della I Olimpiade furono 8 eventi di ginnastica della prima Olimpiade moderna di Atene (1896), riservati esclusivamente ad atleti maschili, come per tutte le altre discipline di questa prima edizione.

## Eventi e protagonisti

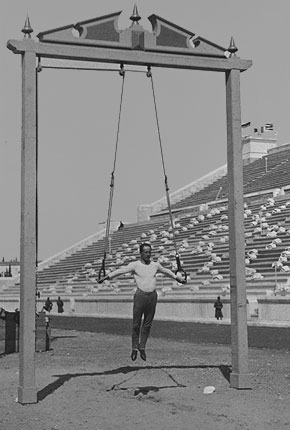
Weingartner agli anelli

Così come la squadra statunitense fu protagonista nell'atletica leggera, quella tedesca lo fu nella ginnastica. Infatti partecipò ai Giochi olimpici una squadra di ginnastica berlinese che era già attiva da anni, quindi con atleti vincitori di tante gare e più vicini al professionismo che al dilettantismo.
Bisogna sottolineare che questi atleti parteciparono contro la volontà dei loro superiori che erano intenzionati a boicottare le Olimpiadi perché la consideravano un'idea francese. Si può immaginare che essi non trovarono tanta fama e tanto riconoscimento al ritorno in patria.
Gli atleti tedeschi, quindi, vinsero 5 gare su 8 e in quella della trave a squadre, furono addirittura gli unici a partecipare. La squadra era completa e adatta a tutte le gare e, infatti, ottenne piazzamenti in 7 gare su 8 (manca la gara di salita alla fune dove non c'era nessun atleta tedesco).

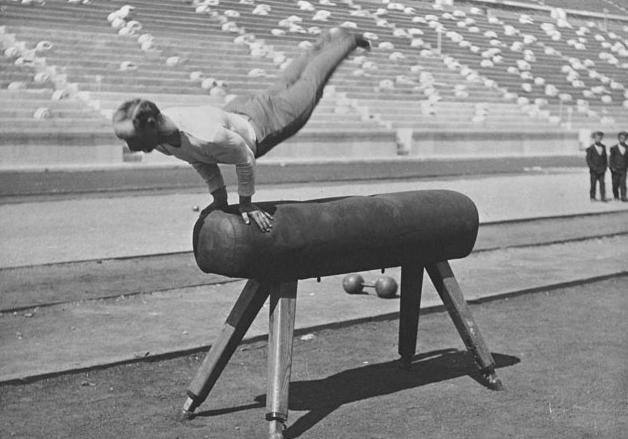
Schumann al volteggio

In più tanti atleti di questa squadra parteciparono anche ad altre discipline portando medaglie alla loro nazione per cui possono essere considerati come lo zoccolo duro della partecipazione tedesca ad Atene.
I tre atleti Carl Schuhmann, Hermann Weingärtner e Alfred Flatow sono tra i primi tre plurimedagliati di questa Olimpiade e insieme sono stati 10 volte primi, 3 volte secondi e 2 volte terzi.
Le gare di ginnastica, quindi, furono un discorso a tre fra atleti tedeschi, greci e lo svizzero Louis Zutter che, sfortunatamente, si presentò da solo non avendo nessuna squadra a sostenerlo, ma si fece valere bene piazzandosi in ottime posizioni e mettendo dietro di sé tutto lo squadrone tedesco nella gara al cavallo con maniglie.
Comunque, la scuola tedesca era allora una delle scuole di ginnastica all'avanguardia con un movimento noto come turnverein, fondato nel 1811 da Friedrich Jahn a Berlino. Tale movimento si basava anche sulla lotta e trovò grosso sviluppo nel secolo successivo come ginnastica svedese.

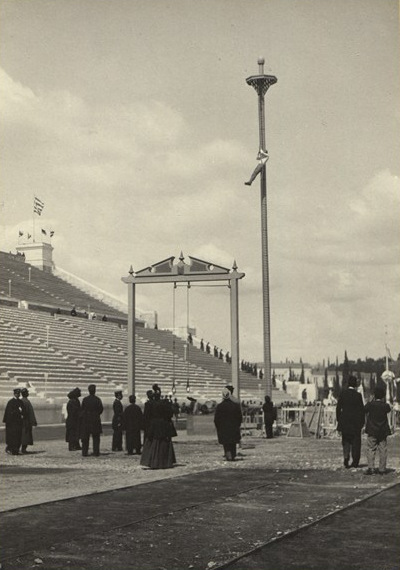
La gara della fune ai Giochi olimpici di Atene 1896

## Nazioni partecipanti
Un totale di 71 atleti, provenienti da 8 nazioni, gareggiarono alle Olimpiadi di Atene nella ginnastica:
- Bulgaria (1)[2]
- Danimarca (1)
- Francia (1)
- Germania (11)
- Gran Bretagna (1)
- Grecia (52)
- Svezia (1)
- Svizzera (2)[2]
- Ungheria (2)

## Podi

### Uomini

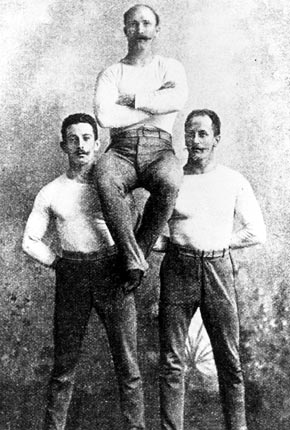
Schumann, Flatow e Weingartner

| Evento                         | Oro | Argento                                                       | Bronzo                                                                            |
| Ginnastica individuale         | |                                                               |                                                                                   |
| Trave (dettagli)               | Hermann Weingärtner | Alfred Flatow                                                 | Non assegnato                                                                     |
| Parallele (dettagli)           | Alfred Flatow | Louis Zutter                                                  | Non assegnato                                                                     |
| Volteggio (dettagli)           | Carl Schuhmann | Louis Zutter                                                  | Hermann Weingärtner                                                               |
| Anelli (dettagli)              | Iōannīs Mītropoulos | Hermann Weingärtner                                           | Petros Persakis                                                                   |
| Cavallo (dettagli)             | Louis Zutter | Hermann Weingärtner                                           | Non assegnato                                                                     |
| Fune (dettagli)                | Nikolaos Andriakopoulos | Thomas Xenakis                                                | Fritz Hofmann                                                                     |
| Ginnastica a squadre           | |                                                               |                                                                                   |
| Trave a squadre (dettagli)     | Germania Konrad Böcker Alfred Flatow Gustav Flatow Georg Hilmar Fritz Hofmann Fritz Manteuffel Karl Neukirch Richard Röstel Gustav Schuft Carl Schuhmann Hermann Weingärtner | Non assegnato                                                 | Non assegnato                                                                     |
| Parallele a squadre (dettagli) | Germania Konrad Böcker Alfred Flatow Gustav Flatow Georg Hilmar Fritz Hofmann Fritz Manteuffel Karl Neukirch Richard Röstel Gustav Schuft Carl Schuhmann Hermann Weingärtner | Grecia Nikolaos Andriakopoulos Petros Persakis Thomas Xenakis | Grecia Ioannis Chrysafis Ioannis Mitropoulos Dimitrios Loundras Filippos Karvelas |

## Medagliere
| Posizione | Paese    |   |   |   | Totale |
| --------- | -------- | - | - | - | ------ |
| 1         | Germania | 5 | 3 | 2 | 10     |
| 2         | Grecia   | 2 | 2 | 2 | 6      |
| 3         | Svizzera | 1 | 2 | 0 | 3      |
| Totale    | Totale   | 8 | 7 | 4 | 19     |